# Jan Wouters
Jan Wouters (Utrecht, 17 luglio 1960) è un allenatore di calcio, dirigente sportivo ed ex calciatore olandese, di ruolo centrocampista, allenatore individuale delle squadre Under-19 e Under-17 dell'Ajax.

## Carriera

### Giocatore
Wouters ha giocato in molti club famosi, come l'Utrecht, il Bayern Monaco, l'Ajax e il PSV.
Ha ottenuto 70 presenze nella nazionale olandese, segnando 4 reti; la sua presenza è stata tra i fattori decisivi nel successo dei Paesi Bassi all'campionato d'Europa 1988. Oltre a quell'europeo, ha disputato anche due mondiali (Italia 1990 e (Stati Uniti 1994) e un altro europeo (Svezia 1992). Dopo il mondiale statunitense ha lasciato la nazionale.

### Allenatore
È stato chiamato ad allenare l'Ajax dal 14 novembre 1998 al 21 marzo 2000, al fianco del direttore tecnico Leo Beenhakker. È poi diventato vice dei Rangers dal 1º luglio 2000, con Dick Advocaat e poi con Alex McLeish; ha lasciato lo staff degli scozzesi il 30 giugno 2006.
Il 1º luglio 2006 è stato chiamato da Ronald Koeman a fargli da vice al PSV. Con l'addio di Koeman è stato promosso allenatore ad interim del club il 1º novembre 2007, per poi tornare al ruolo di secondo il 31 dicembre dello stesso anno, mantenendo l'incarico nei successivi cicli tecnici di Sef Vergoossen (2007-2008) e Huub Stevens (2008-2009). Il 1º luglio 2009 è passato a ricoprire lo stesso ruolo all'Utrecht per Ton du Chatinier, al quale è subentrato dal 19 al 30 maggio 2011 prima di lasciare al più esperto Erwin Koeman, suo ex compagno di nazionale a Euro '88, tornando di fatto al ruolo di vice. Il 18 ottobre è subentrato al dimissionario Koeman, mantenendo stavolta l'incarico in pianta stabile per il triennio seguente.
Nella stagione 2014-2015 è stato a capo delle giovanili del Kasımpaşa; nel marzo 2015 ha retto ad interim la panchina della prima squadra del club turco. Dal 2015 al 2018, insieme a Jean-Paul van Gastel, ha affiancato Giovanni van Bronckhorst alla guida del Feyenoord.

## Statistiche

### Cronologia presenze e reti in nazionale
| Cronologia completa delle presenze e delle reti in nazionale ― Paesi Bassi | Cronologia completa delle presenze e delle reti in nazionale ― Paesi Bassi | Cronologia completa delle presenze e delle reti in nazionale ― Paesi Bassi | Cronologia completa delle presenze e delle reti in nazionale ― Paesi Bassi | Cronologia completa delle presenze e delle reti in nazionale ― Paesi Bassi | Cronologia completa delle presenze e delle reti in nazionale ― Paesi Bassi | Cronologia completa delle presenze e delle reti in nazionale ― Paesi Bassi | Cronologia completa delle presenze e delle reti in nazionale ― Paesi Bassi |
| Data                                                                       | Città                                                                      | In casa                                                                    | Risultato                                                                  | Ospiti                                                                     | Competizione                                                               | Reti                                                                       | Note                                                                       |
| -------------------------------------------------------------------------- | -------------------------------------------------------------------------- | -------------------------------------------------------------------------- | -------------------------------------------------------------------------- | -------------------------------------------------------------------------- | -------------------------------------------------------------------------- | -------------------------------------------------------------------------- | -------------------------------------------------------------------------- |
| 10-11-1982                                                                 | Rotterdam                                                                  | Paesi Bassi                                                                | 1 – 2                                                                      | Francia                                                                    | Amichevole                                                                 | -                                                                          | 57’                                                                        |
| 12-3-1986                                                                  | Lipsia                                                                     | Germania Est                                                               | 1 – 0                                                                      | Paesi Bassi                                                                | Amichevole                                                                 | -                                                                          |                                                                            |
| 29-4-1986                                                                  | Eindhoven                                                                  | Paesi Bassi                                                                | 0 – 0                                                                      | Scozia                                                                     | Amichevole                                                                 | -                                                                          |                                                                            |
| 14-5-1986                                                                  | Dortmund                                                                   | Germania Ovest                                                             | 1 – 3                                                                      | Paesi Bassi                                                                | Amichevole                                                                 | -                                                                          |                                                                            |
| 10-9-1986                                                                  | Praga                                                                      | Cecoslovacchia                                                             | 1 – 0                                                                      | Paesi Bassi                                                                | Amichevole                                                                 | -                                                                          |                                                                            |
| 15-10-1986                                                                 | Budapest                                                                   | Ungheria                                                                   | 0 – 1                                                                      | Paesi Bassi                                                                | Qual. Euro 1988                                                            | -                                                                          |                                                                            |
| 19-11-1986                                                                 | Amsterdam                                                                  | Paesi Bassi                                                                | 0 – 0                                                                      | Polonia                                                                    | Qual. Euro 1988                                                            | -                                                                          |                                                                            |
| 21-12-1986                                                                 | Limassol                                                                   | Cipro                                                                      | 0 – 2                                                                      | Paesi Bassi                                                                | Qual. Euro 1988                                                            | -                                                                          |                                                                            |
| 21-1-1987                                                                  | Barcellona                                                                 | Spagna                                                                     | 1 – 1                                                                      | Paesi Bassi                                                                | Amichevole                                                                 | -                                                                          |                                                                            |
| 25-3-1987                                                                  | Rotterdam                                                                  | Paesi Bassi                                                                | 1 – 1                                                                      | Grecia                                                                     | Qual. Euro 1988                                                            | -                                                                          |                                                                            |
| 29-4-1987                                                                  | Rotterdam                                                                  | Paesi Bassi                                                                | 2 – 0                                                                      | Ungheria                                                                   | Qual. Euro 1988                                                            | -                                                                          |                                                                            |
| 23-3-1988                                                                  | Londra                                                                     | Inghilterra                                                                | 2 – 2                                                                      | Paesi Bassi                                                                | Amichevole                                                                 | -                                                                          |                                                                            |
| 24-5-1988                                                                  | Rotterdam                                                                  | Paesi Bassi                                                                | 1 – 2                                                                      | Bulgaria                                                                   | Amichevole                                                                 | 1                                                                          |                                                                            |
| 1-6-1988                                                                   | Amsterdam                                                                  | Paesi Bassi                                                                | 2 – 0                                                                      | Romania                                                                    | Amichevole                                                                 | -                                                                          |                                                                            |
| 12-6-1988                                                                  | Colonia                                                                    | Unione Sovietica                                                           | 1 – 0                                                                      | Paesi Bassi                                                                | Euro 1988 - 1º turno                                                       | -                                                                          |                                                                            |
| 15-6-1988                                                                  | Düsseldorf                                                                 | Inghilterra                                                                | 1 – 3                                                                      | Paesi Bassi                                                                | Euro 1988 - 1º turno                                                       | -                                                                          |                                                                            |
| 18-6-1988                                                                  | Gelsenkirchen                                                              | Irlanda                                                                    | 0 – 1                                                                      | Paesi Bassi                                                                | Euro 1988 - 1º turno                                                       | -                                                                          | 59’                                                                        |
| 21-6-1988                                                                  | Amburgo                                                                    | Germania Ovest                                                             | 1 – 2                                                                      | Paesi Bassi                                                                | Euro 1988 - Semifinale                                                     | -                                                                          |                                                                            |
| 25-6-1988                                                                  | Monaco di Baviera                                                          | Unione Sovietica                                                           | 0 – 2                                                                      | Paesi Bassi                                                                | Euro 1988 - Finale                                                         | -                                                                          | 39’                                                                        |
| 14-9-1988                                                                  | Amsterdam                                                                  | Paesi Bassi                                                                | 1 – 0                                                                      | Galles                                                                     | Qual. Mondiali 1990                                                        | -                                                                          |                                                                            |
| 19-10-1988                                                                 | Monaco di Baviera                                                          | Germania Ovest                                                             | 0 – 0                                                                      | Paesi Bassi                                                                | Qual. Mondiali 1990                                                        | -                                                                          |                                                                            |
| 4-1-1989                                                                   | Ramat Gan                                                                  | Israele                                                                    | 0 – 2                                                                      | Paesi Bassi                                                                | Amichevole                                                                 | 1                                                                          |                                                                            |
| 6-9-1989                                                                   | Amsterdam                                                                  | Paesi Bassi                                                                | 2 – 2                                                                      | Danimarca                                                                  | Amichevole                                                                 | 1                                                                          | 65’                                                                        |
| 11-10-1989                                                                 | Wrexham                                                                    | Galles                                                                     | 1 – 2                                                                      | Paesi Bassi                                                                | Qual. Mondiali 1990                                                        | -                                                                          |                                                                            |
| 15-11-1989                                                                 | Rotterdam                                                                  | Paesi Bassi                                                                | 3 – 0                                                                      | Finlandia                                                                  | Qual. Mondiali 1990                                                        | -                                                                          |                                                                            |
| 20-12-1989                                                                 | Rotterdam                                                                  | Paesi Bassi                                                                | 0 – 1                                                                      | Brasile                                                                    | Amichevole                                                                 | -                                                                          | 69’                                                                        |
| 21-2-1990                                                                  | Amsterdam                                                                  | Paesi Bassi                                                                | 0 – 0                                                                      | Italia                                                                     | Amichevole                                                                 | -                                                                          |                                                                            |
| 28-3-1990                                                                  | Kiev                                                                       | Unione Sovietica                                                           | 2 – 1                                                                      | Paesi Bassi                                                                | Amichevole                                                                 | -                                                                          |                                                                            |
| 30-5-1990                                                                  | Vienna                                                                     | Austria                                                                    | 3 – 2                                                                      | Paesi Bassi                                                                | Amichevole                                                                 | -                                                                          |                                                                            |
| 3-6-1990                                                                   | Zagabria                                                                   | Jugoslavia                                                                 | 0 – 2                                                                      | Paesi Bassi                                                                | Amichevole                                                                 | -                                                                          |                                                                            |
| 12-6-1990                                                                  | Palermo                                                                    | Paesi Bassi                                                                | 1 – 1                                                                      | Egitto                                                                     | Mondiali 1990 - 1º turno                                                   | -                                                                          |                                                                            |
| 16-6-1990                                                                  | Cagliari                                                                   | Inghilterra                                                                | 0 – 0                                                                      | Paesi Bassi                                                                | Mondiali 1990 - 1º turno                                                   | -                                                                          |                                                                            |
| 21-6-1990                                                                  | Palermo                                                                    | Irlanda                                                                    | 1 – 1                                                                      | Paesi Bassi                                                                | Mondiali 1990 - 1º turno                                                   | -                                                                          |                                                                            |
| 24-6-1990                                                                  | Milano                                                                     | Paesi Bassi                                                                | 1 – 2                                                                      | Germania Ovest                                                             | Mondiali 1990 - Ottavi di finale                                           | -                                                                          | 32’                                                                        |
| 26-9-1990                                                                  | Palermo                                                                    | Italia                                                                     | 1 – 0                                                                      | Paesi Bassi                                                                | Amichevole                                                                 | -                                                                          | 77’                                                                        |
| 21-11-1990                                                                 | Rotterdam                                                                  | Paesi Bassi                                                                | 2 – 0                                                                      | Grecia                                                                     | Qual. Euro 1992                                                            | -                                                                          | 32’                                                                        |
| 19-12-1990                                                                 | Ta' Qali                                                                   | Malta                                                                      | 0 – 8                                                                      | Paesi Bassi                                                                | Qual. Euro 1992                                                            | -                                                                          |                                                                            |
| 13-3-1991                                                                  | Rotterdam                                                                  | Paesi Bassi                                                                | 1 – 0                                                                      | Malta                                                                      | Qual. Euro 1992                                                            | -                                                                          |                                                                            |
| 17-4-1991                                                                  | Rotterdam                                                                  | Paesi Bassi                                                                | 2 – 0                                                                      | Finlandia                                                                  | Qual. Euro 1992                                                            | -                                                                          |                                                                            |
| 5-6-1991                                                                   | Helsinki                                                                   | Finlandia                                                                  | 1 – 1                                                                      | Paesi Bassi                                                                | Qual. Euro 1992                                                            | -                                                                          |                                                                            |
| 11-9-1991                                                                  | Eindhoven                                                                  | Paesi Bassi                                                                | 1 – 1                                                                      | Polonia                                                                    | Amichevole                                                                 | -                                                                          |                                                                            |
| 16-10-1991                                                                 | Rotterdam                                                                  | Paesi Bassi                                                                | 1 – 0                                                                      | Portogallo                                                                 | Qual. Euro 1992                                                            | -                                                                          |                                                                            |
| 4-12-1991                                                                  | Salonicco                                                                  | Grecia                                                                     | 0 – 2                                                                      | Paesi Bassi                                                                | Qual. Euro 1992                                                            | -                                                                          |                                                                            |
| 12-2-1992                                                                  | Faro                                                                       | Portogallo                                                                 | 2 – 0                                                                      | Paesi Bassi                                                                | Amichevole                                                                 | -                                                                          | 46’                                                                        |
| 25-3-1992                                                                  | Amsterdam                                                                  | Paesi Bassi                                                                | 2 – 0                                                                      | Jugoslavia                                                                 | Amichevole                                                                 | 1                                                                          |                                                                            |
| 27-5-1992                                                                  | Sittard                                                                    | Paesi Bassi                                                                | 3 – 2                                                                      | Austria                                                                    | Amichevole                                                                 | -                                                                          | 75’                                                                        |
| 30-5-1992                                                                  | Utrecht                                                                    | Paesi Bassi                                                                | 4 – 0                                                                      | Galles                                                                     | Amichevole                                                                 | -                                                                          | 73’                                                                        |
| 5-6-1992                                                                   | Lens                                                                       | Francia                                                                    | 1 – 1                                                                      | Paesi Bassi                                                                | Amichevole                                                                 | -                                                                          | 79’                                                                        |
| 12-6-1992                                                                  | Göteborg                                                                   | Paesi Bassi                                                                | 1 – 0                                                                      | Scozia                                                                     | Euro 1992 - 1º turno                                                       | -                                                                          | 54’                                                                        |
| 15-6-1992                                                                  | Göteborg                                                                   | Paesi Bassi                                                                | 0 – 0                                                                      | Comunità degli Stati Indipendenti                                          | Euro 1992 - 1º turno                                                       | -                                                                          | 68’                                                                        |
| 18-6-1992                                                                  | Göteborg                                                                   | Paesi Bassi                                                                | 3 – 1                                                                      | Germania                                                                   | Euro 1992 - 1º turno                                                       | -                                                                          |                                                                            |
| 22-6-1992                                                                  | Göteborg                                                                   | Danimarca                                                                  | 2 – 2 dts (5 – 4 dtr)                                                      | Paesi Bassi                                                                | Euro 1992 - Semifinale                                                     | -                                                                          |                                                                            |
| 9-9-1992                                                                   | Eindhoven                                                                  | Paesi Bassi                                                                | 2 – 3                                                                      | Italia                                                                     | Amichevole                                                                 | -                                                                          | 43’                                                                        |
| 23-9-1992                                                                  | Oslo                                                                       | Norvegia                                                                   | 2 – 1                                                                      | Paesi Bassi                                                                | Qual. Mondiali 1994                                                        | -                                                                          | 84’                                                                        |
| 14-10-1992                                                                 | Rotterdam                                                                  | Paesi Bassi                                                                | 2 – 2                                                                      | Polonia                                                                    | Qual. Mondiali 1994                                                        | -                                                                          |                                                                            |
| 16-12-1992                                                                 | Istanbul                                                                   | Turchia                                                                    | 1 – 3                                                                      | Paesi Bassi                                                                | Qual. Mondiali 1994                                                        | -                                                                          |                                                                            |
| 24-2-1993                                                                  | Utrecht                                                                    | Paesi Bassi                                                                | 3 – 1                                                                      | Turchia                                                                    | Qual. Mondiali 1994                                                        | -                                                                          | 73’                                                                        |
| 24-2-1993                                                                  | Utrecht                                                                    | Paesi Bassi                                                                | 3 – 1                                                                      | Turchia                                                                    | Qual. Mondiali 1994                                                        | -                                                                          | Cap.                                                                       |
| 28-4-1993                                                                  | Londra                                                                     | Inghilterra                                                                | 2 – 2                                                                      | Paesi Bassi                                                                | Qual. Mondiali 1994                                                        | -                                                                          | Cap.                                                                       |
| 9-6-1993                                                                   | Rotterdam                                                                  | Paesi Bassi                                                                | 0 – 0                                                                      | Norvegia                                                                   | Qual. Mondiali 1994                                                        | -                                                                          |                                                                            |
| 22-9-1993                                                                  | Bologna                                                                    | Paesi Bassi                                                                | 7 – 0                                                                      | San Marino                                                                 | Qual. Mondiali 1994                                                        | -                                                                          |                                                                            |
| 13-10-1993                                                                 | Amsterdam                                                                  | Paesi Bassi                                                                | 2 – 0                                                                      | Inghilterra                                                                | Qual. Mondiali 1994                                                        | -                                                                          |                                                                            |
| 17-11-1993                                                                 | Poznań                                                                     | Polonia                                                                    | 1 – 3                                                                      | Paesi Bassi                                                                | Qual. Mondiali 1994                                                        | -                                                                          |                                                                            |
| 19-1-1994                                                                  | Tunisi                                                                     | Tunisia                                                                    | 2 – 2                                                                      | Paesi Bassi                                                                | Amichevole                                                                 | -                                                                          | 46’                                                                        |
| 27-5-1994                                                                  | Utrecht                                                                    | Paesi Bassi                                                                | 3 – 1                                                                      | Scozia                                                                     | Amichevole                                                                 | -                                                                          | Cap.                                                                       |
| 12-6-1994                                                                  | Toronto                                                                    | Canada                                                                     | 0 – 3                                                                      | Paesi Bassi                                                                | Amichevole                                                                 | -                                                                          |                                                                            |
| 20-6-1994                                                                  | Washington                                                                 | Paesi Bassi                                                                | 2 – 1                                                                      | Arabia Saudita                                                             | Mondiali 1994 - 1º turno                                                   | -                                                                          |                                                                            |
| 25-6-1994                                                                  | Orlando                                                                    | Belgio                                                                     | 1 – 0                                                                      | Paesi Bassi                                                                | Mondiali 1994 - 1º turno                                                   | -                                                                          | 19’                                                                        |
| 29-6-1994                                                                  | Orlando                                                                    | Marocco                                                                    | 1 – 2                                                                      | Paesi Bassi                                                                | Mondiali 1994 - 1º turno                                                   | -                                                                          | 75’                                                                        |
| 9-7-1994                                                                   | Dallas                                                                     | Brasile                                                                    | 3 – 2                                                                      | Paesi Bassi                                                                | Mondiali 1994 - Quarti di finale                                           | -                                                                          | 89’                                                                        |
| Totale                                                                     |                                                                            | Presenze                                                                   | 70                                                                         |                                                                            | Reti                                                                       | 4                                                                          |                                                                            |

## Palmarès

### Giocatore

#### Club

##### Competizioni nazionali
- Campionato olandese: 1

Ajax: 1989-1990
- Coppa dei Paesi Bassi: 3

Utrecht: 1984-1985
Ajax: 1986-87
Psv: 1995-1996
- Campionato tedesco: 1

Bayern Monaco: 1993-1994

##### Competizioni internazionali
- Coppa delle Coppe: 1

Ajax: 1986-1987

#### Nazionale
- Campionato d'Europa: 1

Germania Ovest 1988

#### Individuale
- Calciatore olandese dell'anno: 1

1990

### Allenatore
- Coppa dei Paesi Bassi: 1

Ajax: 1998-1999